# Acalypha cinerea
Acalypha cinerea é uma espécie de flor do gênero Acalypha, pertencente à família Euphorbiaceae.